# Schloss Frauenprießnitz

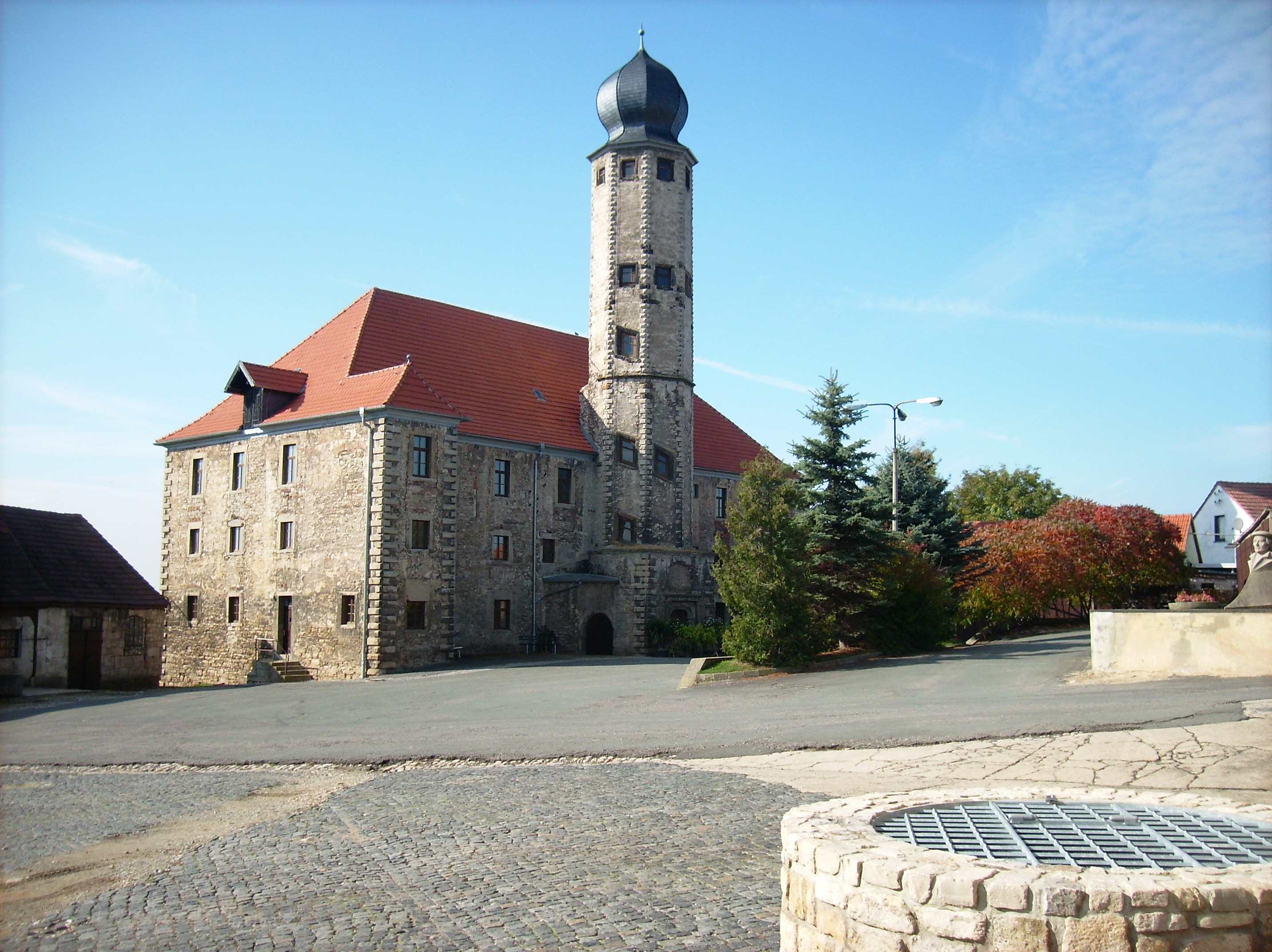
Der erhaltene Teil der Schlossanlage

Das Schloss Frauenprießnitz steht in der Gemeinde Frauenprießnitz im Saale-Holzland-Kreis in Thüringen.

## Geschichte
Das Schloss in Frauenprießnitz wurde in den Jahren 1605 bis 1608 durch die Schenken zu Tautenburg erbaut. An seiner Stelle stand vorher das Zisterziensernonnenkloster, das 1525 im Bauernkrieg zerstört wurde. Im Dreißigjährigen Krieg fiel beim großen Brand am 17. Mai 1638 fast das ganze Dorf zu Opfer und auch das Schloss. 1640 erfolgte der Wiederaufbau des Schlosses durch den Kurfürsten von Sachsen als neuen Eigentümer der Herrschaft Tautenburg.
1776 wurde das Justizamt von Tautenburg nach Frauenprießnitz verlegt. Das hatte zur Folge, dass im Schloss das Rentamt mit untergebracht worden ist. Daraufhin wurde 1780 mit Steinen der abgebrochenen Tautenburg das neue Rentamt errichtet. Der Zwiebelturm und die Unterkellerung mit dem Tonnengewölbe könnten noch Reste vom Alten Schloss sein. Aufgaben des Rentamtes waren das Eintreiben von Abgaben, Mieten, Messgeld sowie die Organisation der Frondienste. Im Gebäude hatte ein Richter seinen Sitz und auch ein Gefängnisraum war vorhanden.
Bis 1945 wurden die Gebäude und das Land als Domäne und Staatsgut genutzt. Die Sowjetische Militäradministration in Deutschland (SMAD) forderte 1947 im Rahmen des Befehls 209 den Abbruch des gesamten Komplexes nach der Enteignung der bisherigen Besitzer. Am 10. Juli 1948 wurde neu verhandelt und der Erhalt des Hauptgebäudes beschlossen. Sämtliche Nebengebäude wurden abgebrochen. Danach wurde das frühere Rentamt mit seinem Umfeld hauptsächlich zur Unterstützung der Land- und Nahrungsgüterwirtschaft genutzt.
Nach der Wende wurde die Gemeinde Frauenprießnitz Eigentümerin des Gebäudes, die auch einige Räume nutzt.